# Josef Mysliveček
Josef Mysliveček (ook als Misliwecek, Misliweczek, Mislivecek of Mysliweczek bekend, maar ook met de voornaam Joseph of Giuseppe) (Kampa, een wijk van Praag, 9 maart 1737 – Rome, 4 februari 1781) was een Boheems componist. Mysliveček was de zoon van een molenaar. Hij en zijn tweelingbroer Joachim werden opgeleid eerst bij de Dominicanen aan de Saint-Gallus-Kerk te Praag en vermoedelijk aan het Jezuïeten-Gymnasium in het Clementinum. In de muzieklexica en eveneens in de werken over de operageschiedenis vindt men over hem in het algemeen uitsluitend korte bijdragen als betrof het een zogenaamde Kleinmeester, een term die voor de werken van Mysliveček gecorrigeerd zal moeten worden.

## Levensloop

### Opleiding tot ongekende vermaardheid
Mysliveček studeerde vanaf 1744 samen met zijn broer filosofie en literatuur aan de Karelsuniversiteit Praag. In 1753 moest hij wegens het gebrek aan academisch succes de universiteit verlaten. In mei 1758 werd hij samen met zijn broer molenaar in het bedrijf van zijn vader en in 1761 werden zij meester-molenaar. Josef zag af van zijn erfdeel en richtte zich vanaf dat moment op de muziek. Hij kreeg compositieles van de zogenoemde Boheemse Händel Franz Johann Habermann (1706-1783) en orgelonderwijs bij Josef Ferdinand Norbert Seger; het daarvoor nodige geld verdiende hij als violist.
In 1763 werden zijn zes symfonieën, die hij voor Vincenz Graaf von Waldstein geschreven had, in Neurenberg bij Johann Ulrich Haffner gepubliceerd. Deze symfonieën dragen de namen van de maanden januari tot en met juni. Op 5 november 1763 reisde hij naar Venetië om zang en compositie bij Giovanni Battista Pescetti (ca.1704-ca.1766) te studeren en zich met het schrijven van opera's bezig te houden. Omdat zijn naam voor Italianen niet uit te spreken was, werd hij aldaar als Il Boemo ("de Bohemer") of Il Venatorino ("het Jagertje").

### Italiaans "wonder"
In 1764 kreeg hij een "scrittura", een operaopdracht, voor het theater in Parma en zijn Medea oogstte een spontaan succes. In 1765 volgde zijn opera Semiramide, die in Bergamo in première ging. Ondanks grote concurrentie van bekende Italiaanse componisten werden hem vele nieuwe operaopdrachten gegeven. Na ontvangst van een opdracht in december 1766 ging de opera Il Bellerofonte al op 20 januari 1767 in Napels in première met bekende solisten als de tenor Anton Raaf (1714-1797) en de sopraan Caterina Gabrielli ("La Gabrielli"). Het succes van dit werk bracht hem een nieuwe opdracht: voor het hof van Napels schreef hij Farnace, een opera met een triomfaal succes. Hij werd in één klap in heel Italië bekend en daarmee de meestverdienende Italiaanse operacomponist van zijn tijd. Overal vierde men hem als «Il divino Boemo» (de goddelijke Boheem) en noemde hem «Mysliveček veneziano» (de Venetiaanse Mysliveček).
Tussen 1767 en 1779 schreef hij rond de 30 opera's voor alle bekende operahuizen en theaters in Italië, met name in Venetië, Milaan, Florence, Rome, Turijn en Pavia. Zijn bekendheid verbreidde zich in heel Europa. 18 van zijn opera's werden gekopieerd voor het hof in Portugal; in Parijs, Amsterdam en Londen werden zijn werken gedrukt, wat in de 18e eeuw niet vanzelfsprekend was. In 1768 was hij in Praag, in 1769 in Venetië, Padua en Florence. Wolfgang Amadeus Mozart, met wie hij een vriendschappelijke relatie kreeg, heeft hij voor het eerst in 1770 in Bologna ontmoet en nog eens op 15 mei 1771 in Milaan (zie ook Mozart in Italië). In 1771 ontving hij in Bologna de titel van "accademico filarmonico".
In 1772 reisde hij naar aanleiding van een operaopdracht naar Wenen. Hier leerde hij Charles Burney kennen, met wie hij ook naar München reisde. In 1773 was Mysliveček weer in Italië, waar hij opnieuw Mozart trof. Op 4 november 1773 dirigeerde hij de uitvoering van de opera Orfeo ed Euridice van Christoph Willibald Gluck.

### Bedroevende finale
Aan het eind van het jaar 1773 was hij wederom in München om zijn opera Erifile uit te voeren, maar dit was geen succes. De componist gaf als commentaar dat hij "uitsluitend onder de Italiaanse zon geïnspireerd werd". In 1774 bewerkte hij Glucks opera Orfeo ed Euridice voor de hofopera te Napels door aria's van Johann Christian Bach en eigen werk toe te voegen. Zijn laatste grote successen waren de uitvoeringen van zijn opera Ezio alsook zijn oratorium Abramo ed Isacco in 1777 te München. Maar hij moest het ziekenhuis in, waar hij bezoek kreeg van Mozart. Hij deed - zonder succes - een poging Mozart een opdracht voor een Italiaanse opera te bezorgen.
Na Myslivečeks terugkomst in Italië begon zijn ster te dalen. In 1779 mislukte zijn opera Armida en ook de volgende opera's hadden geen succes meer. Vanaf 1775 waren de eerste symptomen van syfilis bij hem herkenbaar. Deze ziekte was de oorzaak van een aangezichtsverlamming (Facialisparese) en een pijnlijke operatie kwam hem op een betreurenswaardig verlies van zijn neus te staan. Verder kwamen er financiële problemen bij. Als zieke man trok Mysliveček zich terug in Rome, waar hij in 1781 in armoede overleed. Sir  Brady, een vriend en vroegere leerling vanuit Engeland, liet hem begraven in de kerk San Lorenzo in Lucina, waar zijn graf tot heden  te zien is.

### Muzikaal werk
Slechts een klein gedeelte van zijn hele oeuvre is intussen door moderne studioproducties voor ons weer toegankelijk. Naast zijn vele opera's omvat zijn werklijst vijf oratoria, een Laudate Dominum, meerdere wereldlijke cantates, negen vioolconcerten, vier pianoconcerten alsook solowerk voor piano, een celloconcert, een reeks orkestdivertimenti, symfonieën en ouvertures, zes strijkkwartetten, blaasoctetten. Qua klank staan zijn composities naast de vroege werken van Mozart en bevatten qua vorm vele gemeenzaamheden met de werken van de zogenoemde Mannheimer Schule.

## Composities

### Werken voor orkest

#### Symfonieën
- 1762 Symfonie C majeur
- 1764 Zes symfonieën a quattro (D majeur, G majeur, C majeur, F majeur, g mineur, D majeur), op. 1
- 1769 Drie symfonieën (D majeur, Es majeur, Bes majeur = ouverture tot "Il tronfi di Celia")
- voor 1770 Drie symfonieën (F majeur, D majeur, G majeur)
- 1771 Zes symfonieën à 8 (D majeur = ouverture tot "Semiramide", G majeur, C majeur, F majeur, Bes majeur, Es majeur)
- voor 1771 Zes symfonieën a 8 (D majeur, F majeur, A majeur = ouverture tot "Alceste e Fileno", C majeur, G majeur = ouverture tot "Il parnaso confuso", D majeur)
- om 1771 Symfonie in D majeur
- om 1771 Symfonie in Es majeur
- om 1771 Drie symfonieën (F majeur, D majeur, C majeur)
- om 1771 Symfonie in D majeur
- om 1775 Zes symfonieën (G majeur, Es majeur, A majeur, E majeur, D majeur, Bes majeur) (Deze werken zijn ook als kwartetten bekend en overlevert)
- 1776/1777 Zes symfonieën (D majeur, Bes majeur, G majeur, Es majeur, C majeur, F majeur [spoorloos verdwenen])
- om 1778 Zes symfonieën (D majeur, F majeur, Bes majeur, Es majeur, G majeur, C majeur)
- Zes symfonieën da orchestra (D majeur = ouverture tot "Antigona", G majeur = ouverture tot "Ezio" (1775), D majeur = ouverture tot "Il Demofoonte" (1775), Bes majeur = ouverture tot "Artaserse", D majeur = ouverture tot "Il Demetrio" (1773), D majeur = ouverture tot "Adriano in Siria")
- Symfonie D majeur = ouverture tot "La Calliroe"
- Symfonie C majeur
- Twee symfonieën (F majeur, G majeur)
- Symfonie F majeur
- Symfonie D majeur

#### Concerten voor instrumenten en orkest
- om 1769 Concert in D majeur, voor viool en orkest
- om 1772 Zes concerten (E majeur, A majeur, F majeur, Bes majeur, D majeur, G majeur = Pastorale), voor viool en orkest
- om 1772 Concert in C majeur, voor viool en orkest
- voor 1775 Concert in C majeur, voor viool en orkest (ook als concert voor cello en orkest bekend)
- om 1774/1776 resp. 1777/1778 Zes concertoni, voor 2 klarinetten, 2 hoorns, fagot (solo) en strijkers (tot een concert in Es majeur spoorloos verdwenen)
- Concert in Bes majeur, voor violone en orkest (niet compleet behouden)
- Concert in C majeur, voor cello en orkest (Bewerking van een vioolconcert)
- Concert in D majeur, voor dwarsfluit en orkest
- Twee concerten (Bes majeur, F majeur), voor klavecimbel en orkest

#### Ouverturen
- 1772 Zes ouverturen (C majeur, A majeur, F majeur, D majeur, Bes majeur, G majeur)
- Ouverturen (D majeur, F majeur)

### Missen, oratoria en andere kerkmuziek
- 1769 Il Tobia, oratorium
- 1770 Il pellegrini al sepolcro, oratorium
- 1771 Adamo ed Eva, oratorium
- 1771 Betulia liberata, oratorium
- 1771 Veni sponsa Christi in g mineur
- om 1771 Giuseppe risconosciuto, oratorium
- 1772 Paerum elegans D majeur
- om 1772 Beatus Bernardy in Bes majeur
- om 1772 Mis in D majeur
- 1773 La Passione di Nostro Signore Gesù Cristo, oratorium
- 1775 La liberazione d’Israel, oratorium
- 1776/1777 Isacco figura del redentore, oratorium
- om 1777 Litanie in D majeur
- Ave splendus caeli in G majeur
- Laudate Dominum in F majeur
- Requiem in Es majeur
- Salve Regina in F majeur

### Cantates
- om 1765 Il parnasso confuso
- 1768 Narciso al fonte
- 1768 Cantata per S.E. Marino Cavalli
- 1769 Cantata pro omni solenitate
- voor 1770 Alceste e Fileno
- 1774 L’Elfrida
- 1777 Enea negl’elisi ovvero Il tempio dell’eternita
- om 1779 Armida
- Zes cantates a 3 voci
- Ebbi non ti smarrir
- La tempesta
- Drie nocturnes

### Muziektheater

#### Opera's
| Voltooid in | titel                            | aktes       | première                                                | libretto                      |
| ----------- | -------------------------------- | ----------- | ------------------------------------------------------- | ----------------------------- |
| 1764        | Medea                            |             | 1764, Parma                                             |                               |
| 1766        | Semiramide                       | 3 bedrijven | 1766, Bergamo                                           | Pietro Metastasio             |
| 1766-1767   | Il Bellerofonte                  | 3 bedrijven | 20 januari 1767, Napels, Teatro San Carlo               | Giovanni Bonecchi             |
| 1767        | Farnace                          | 3 bedrijven | 4 april 1767, Napels, Teatro San Carlo                  | Antonio Mario Lucchini        |
| 1767        | Il trionfo di Clelia             | 3 bedrijven | 26 december 1767, Turijn, Teatro Regio di Torino        | Pietro Metastasio             |
| 1769        | Il Demofoonte                    | 3 bedrijven | Carnaval 1769, Venetië, Teatro San Benedetto            | Pietro Metastasio             |
| 1769        | Ipermestra                       | 3 bedijven  | 28 maart 1769, Florence, Teatro della Pergola           | Pietro Metastasio             |
| 1770        | La Nitteti                       | 3 bedrijven | Carnaval 1770, Bologna                                  | Pietro Metastasio             |
| 1770        | Motezuma                         | 3 bedrijven | 23 januari 1771, Florence, Teatro della Pergola         | Vittorio Amedeo Cigna-Santi   |
| 1771        | Il gran Tamerlano                | 3 bedrijven | 26 december 1771, Milaan, Teatro Regio Ducal            | Agostino Piovene              |
| 1772        | Il Demetrio                      | 3 bedrijven | 25 januari 1773, Pavia, Teatro Nuovo                    | Pietro Metastasio             |
| 1773        | Romolo ed Ersilia                | 3 bedrijven | 13 augustus 1773, Napels, Teatro San Carlo              | Pietro Metastasio             |
| 1773        | Antigona                         | 3 bedrijven | 1773, Turijn, Teatro Regio di Torino                    | Gaetano Roccaforte            |
| 1773        | La clemenza di Tito              | 3 bedrijven | 26 december 1773, Venetië                               | Pietro Metastasio             |
| 1774        | Atide                            | 3 bedrijven | Fiera del Santo, 1774, Padua                            | Tomaso Stanzani               |
| 1774        | Artaserse                        | 3 bedrijven | 13 augustus 1774, Napels, Teatro San Carlo              | Pietro Metastasio             |
| 1774        | Il Demofoonte                    | 3 bedrijven | 20 januari 1775, Napels, Teatro San Carlo               | Pietro Metastasio             |
| 1775        | Ezio                             | 3 bedrijven | 5 juni 1775, Napels, Teatro San Carlo                   | Pietro Metastasio             |
| 1776        | Adriano in Siria                 | 3 bedrijven | herfst 1776, Florence, Teatro Cocomero                  | Pietro Metastasio             |
| 1777        | Ezio                             | 3 bedrijven | 1777, München                                           | Pietro Metastasio             |
| 1778        | La Calliroe                      | 3 bedrijven | 30 mei 1778, Napels, Teatro San Carlo                   | Matteo Verazi                 |
| 1778        | L'Olimpiade                      | 3 bedrijven | 4 november 1778, Napels, Teatro San Carlo               | Pietro Metastasio             |
| om 1778     | Theoderich und Elisa (melodrama) |             | voor 1785, Donaueschingen                               |                               |
| 1779        | La Circe                         | 3 bedrijven | Fiesta d'ascensione 1779, Venetië, Teatro San Benedetto | Domenico Perelli              |
| 1779        | Il Demetrio                      | 3 bedrijven | 13 augustus 1779, Napels, Teatro San Carlo              | Pietro Metastasio             |
| 1779        | Armida                           | 3 bedrijven | 26 december 1779, Milaan, Teatro alla Scala             | Giovanni Ambrogio Migliavacca |
| 1780        | Medonte                          | 3 bedrijven | carnaval 1780, Rome, Teatro Argentina                   | Giovanni de Gamerra           |
| 1780        | Antigono                         | 3 bedrijven | lente 1780, Rome, Teatro delle Dame                     | Pietro Metastasio             |

### Kamermuziek
- 1760 Vijf sonates, voor viool en piano
- 1767 Zes sinfonia concertanti o sia Quintetti (Bes majeur, E majeur, G majeur, A majeur, D majeur, C majeur), met 2 hoorns ad libitum, op. 2
- 1768-1769 Zes strijkkwartetten (A majeur, F majeur, Bes majeur, G majeur, Es majeur, C majeur), op. 3
- om 1773 Zes strijkkwintetten (G majeur, Es majeur, C majeur, A majeur, F majeur, Bes majeur)
- 1774-1776/1779 Zes kwintetten (D majeur, G majeur, Es majeur, Bes majeur, F majeur, C majeur), voor 2 hobo's, 2 hoorns en fagot
- 1774-1776/1777 Drie blaasoctetten (Es majeur, Es majeur, Bes majeur), voor 2 hobo's, 2 klarinetten, 2 hoorns en 2 fagotten
- om 1775 Zes strijkkwartetten (G majeur, Es majeur, A majeur, E majeur, D majeur, Bes majeur)
- om 1775 Zes sonates, voor viool en piano of klavecimbel
- om 1777 Zes kwintetten (sextetten) voor hobo of dwarsfluit en strijkkwintet (Bes majeur, D majeur, F majeur, C majeur, A majeur, Es majeur) (in de hobo-/fluitpartij ontbreekt de kwintetten in C majeur, A majeur, Es majeur)
- 1778 Zes strijkkwartetten (Es majeur, C majeur, D majeur, F majeur, Bes majeur, G majeur), op. 1
- Cassation in Bes majeur, voor 2 klarinetten, 2 hoorns en bas
- Kwartet/Sextet in G majeur, voor 2 hoorns (ad libitum) en strijkkwartet
- Zes duetten, voor 2 dwarsfluiten en Basso continuo
- Zes kwartetten (C majeur, F majeur, Bes majeur, Es majeur, G majeur, A majeur), voor 2 violen, altviool en Basso continuo
- Zes sonates, voor 2 cello en Basso continuo

### Werken voor klavecimbel
- 1777 Zes lichte divertimentos (F majeur, A majeur, D majeur, Bes majeur, G majeur, C majeur,
- Zes lichte oefeningen (C majeur, Bes majeur, A majeur, G majeur, F majeur, D majeur)